# Jangan-eup
Jangan-eup (koreanska: 장안읍) är en köping i landskommunen Gijang-gun i provinsen Busan, i den sydöstra delen av Sydkorea, 300 km sydost om huvudstaden Seoul.
Kärnkraftverket Kori ligger delvis i Jangan-eup, resten ligger i Seosaeng-myeon.